# Шлюмберже, Жан Мишель
Жан-Мишель Шлюмберже (фр. Jean Michel Schlumberger; 24 июня 1907, Мюлуз (Эльзас) — 29 августа 1987, Париж) — французский ювелир, известный своими работами в компании Tiffany & Co. Младший брат известного археолога Даниэля Шлюмберже.

## Биография

### Ранние годы
Жан Шлюмберже родился в городе Мюлуз, Эльзас (в то время территория Германской империи), в протестантской двуязычной буржуазной семье хорошо обеспеченных родителей, работающих в сфере текстильной промышленности. Отец — Поль Альберт Эдвард Шлюмберже (1877—1952), мать — Элизабет Шён (1884—1942). Уже в юношестве Жан демонстрировал способности к рисованию, но его родители пытались противостоять его влечению к художественной деятельности. В 1930 году отец отправил сына в Берлин, чтобы тот учился банковскому делу. Однако Жан переехал в Париж и «дал волю своей любви к искусству».
В Париже Шлюмберже стал изготавливать ювелирные изделия с использованием драгоценных камней и миниатюрных цветов из фарфора. Он дарил эти изделия своим друзьям, среди которых выделялась Марина, герцогиня Кентская, ставшая впоследствии постоянным представителем изделий Шлюмберже. В 1930 году благодаря Марине талант молодого ювелира заметила парижский модельер Эльза Скиапарелли. Она поручила Шлюмберже создание бижутерии и пуговиц для своих сюрреалистических костюмных коллекций. Жан стал работать совместно с Жаном Кокто, Сальвадором Дали и Луи Арагоном, и это сотрудничество сформировало у него особый взгляд на дизайнерские решения.
Первым известным ювелирным изделием Шлюмберже стала золотая зажигалка в виде рыбки с глазами из драгоценных камней и гибким хвостом. В 1941 году Жан создал брошь для своей подруги Дианы Вриланд, легендарного редактора женского журнала Vogue. Брошь сделана из аметиста овальной формы, украшена рубиновым щитом с кольчугой воина, инкрустированной бриллиантами, луком, стрелами и копьями, а также мечом на голубой эмали, усыпанной мелкими рубинами.
Во время Второй Мировой войны Шлюмберже присоединился к французской армии, в составе которой участвовал в битве за Дюнкерк. Затем служил в Свободных французских силах под командованием генерала Шарля де Голля в Англии и на Ближнем Востоке.
После войны Шлюмберже переехал в США, в Нью-Йорк. В 1947 году вместе со своим деловым партнером и другом детства — Николя Бонгардом (1908—2000), племянником знаменитого художника-модельера Поля Пуаре, он открыл салон ювелирных изделий на 64 улице. Миниатюрные ювелирные изделия Шлюмберже в виде морских существ и птиц, украшенных драгоценными камнями, можно увидеть на самых модных женщинах того времени. Такой выбор предпочли знаменитые модницы, такие как Бэйб Палей, Элизабет Тейлор и графиня Мона Бисмарк. Диана Вриланд говорила про Жана следующее (она по-дружески называла его «Джонни»):

«Он настолько хорошо понимает фантастическую красоту мира, что не является фантазёром. Мир — это фантазия, а Джонни — реалист» (He so well understands the fantastic beauty of the world that he is not a fantasist. The world is a fantasy; Johnny is a realist) 

### Работа в Tiffany & Co
В 1956 году президент компании Tiffany & Co. Уолтер Ховинг предложил Жану Шлюмберже и его другу Николя Бонгарду присоединиться к его фирме в качестве вице-президентов. Для Жана была выделена отдельная студия, украшенная на его вкус. Именно здесь ювелир получил доступ к неограниченным запасам дорогих материалов и свободу действий. Шлюмберже дал волю своему воображению и стал создавать самые неожиданные композиции.
Будучи превосходным рисовальщиком и перфекционистом, Шлюмберже приступил к созданию ювелирных изделий, демонстрирующих чистоту и изящество природных форм. Особое значение он придавал рисунку. Эскиз, по его словам, является «единственным связующим звеном между тремя участниками сложного трио: заказчика, ремесленника и художника». Произведения Шлюмберже отличаются причудливой интерпретацией естественных форм и характеризуются динамичностью форм, асимметрией, текучестью и использованием контрастных цветов. Особенно вдохновляла художника тема моря: морские ежи, звёзды, ракушки и анемоны. Диана Вриланд писала, что Шлюмберже «ценит красоту драгоценных камней. Для него они являются путём и средством реализации своих грёз.».
Шлюмберже посещал Индию и Таиланд и полуостров Бали в поисках новых источников творчества. Результатом поездок стали такие необычные изделия, как экзотическая брошь «Oiseau de Paradis» из берилла, аметистов, сапфиров и изумрудов и брошь «Sea Bird», сочетающая голову птицы и тело змеи с оперением из золота весом в 18 карат, инкрустированную бриллиантами и рубинами.
Жан быстро сформировал внушительный круг заказчиков, который включал герцогиню Виндзор, Бэйб Палей, Грету Гарбо, Мону фон Бисмарк, Рейчел Ламберт Меллон, Люси Дуглас Кокрейн (С. З. Гест) Джейн Райтсман, Глорию Гиннесс, Франсуазу де ла Рента, принцессу Марину (герцогиню Кентскую), Лин Ревсон, Глорию Вандербильт, Элизабет Тейлор и Одри Хепбёрн. Несмотря на свою громкую славу, Жан Шлюмберже был известен как человек сдержанный, даже застенчивый и закрытый, но при этом он любил и ценил общение в кругу друзей, среди которых были Кристобаль Баленсиага, Эмилио Терри и Юбер де Живанши.
В 1962 году президент Джон Кеннеди в качестве подарка на Рождество для своей жены, Жаклин, приобрёл в фирме Tiffany & Co. знаменитую брошь Жана Шлюмберже, под названием «Два Фрукта», представляющую собой две ягоды клубники из рубинов со стебельками из бриллиантов (76 кристаллов Swarovski, золотое покрытие 999 пробы, 24 карата). Это украшение было на Жаклин Кеннеди во время первой зарубежной поездки в качестве первой леди в Канаду. Помимо броши, жена президента Кеннеди носила так много драгоценностей от Шлюмберже, что пресса стала называть их «браслеты Джеки».
Будучи великим новатором, Шлюмберже возродил редкую технику XVIII века под названием paillonné (фр. paillon — блёстка, фольга, чешуйка) — использования мельчайших узоров из сверкающих чешуек, вырезанных из золотой или серебряной фольги и покрытых слоем прозрачной эмали. Эмалированные браслеты красного, синего и зелёного цветов, созданные в этой технике, стали ключевыми аксессуарами гардероба каждой стильной женщины.
В 1960 году Жан Шлюмберже создал крепление для знаменитого бриллианта Тиффани, ставшего одним из самых известных его произведений. Брошь под названием «Птица на скале» включает в себя впечатляющий жёлтый бриллиант весом 128,54 карата (25,71 г) в причудливом оформлении, типичном для работ выдающегося ювелира.
Шлюмберже скончался 29 августа 1987 года в Париже. Похоронен на кладбище острова Сан-Микеле венецианской лагуны.
Жан Шлюмберже является одним из четырёх ювелиров, которым компания Tiffany & Co. позволила подписывать свои работы: другими мастерами, получившими такое право стали Эльза Перетти, Палома Пикассо и Фрэнк Гери.

## Награды
- Coty American Fashion Critics' Award, 1958 год. Жан стал первым ювелирным дизайнером, который выиграл эту награду.
- Кавалер Ордена «За заслуги», Франция, 1977 год.

## Память
В 1986 году был отмечен 30-летний юбилей Жана Шлюмберже в качестве работника компании Tiffany & Co.
В 1995 году Музей декоративного искусства в Париже, в котором находятся оригинальные произведения Шлюмберже, отдал дань памяти ювелиру ретроспективной выставкой под названием «Un Diamant dans La Ville». За всю жизнь музея это был лишь третий случай, когда ювелир был удостоен подобной чести.
Шлюмберже умер в 1987 году, однако его отдел в магазине Tiffany & Co. на Пятой авеню в Нью-Йорке продолжает продавать драгоценности по его проектам в ограниченных количествах, подходя к этому с особой осторожностью и тщательностью.
Самая большая в мире коллекция изделий Жана Шлюмберже была передана Полом Меллоном в постоянное владение Музею изящных искусств города Ричмонд, штат Виргиния, США.

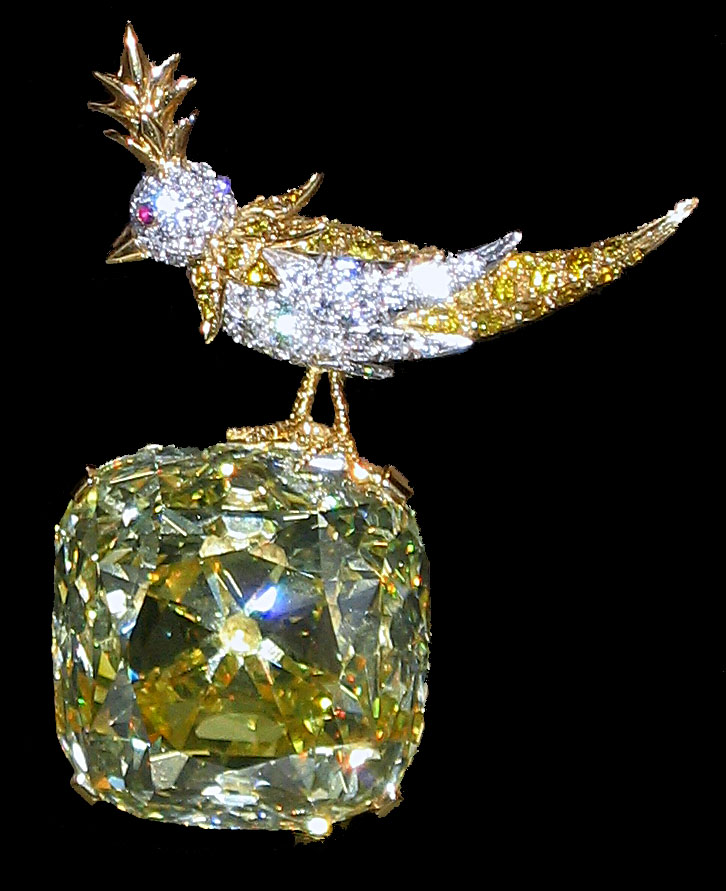
Птица на скале с жёлтым бриллиантом Тиффани
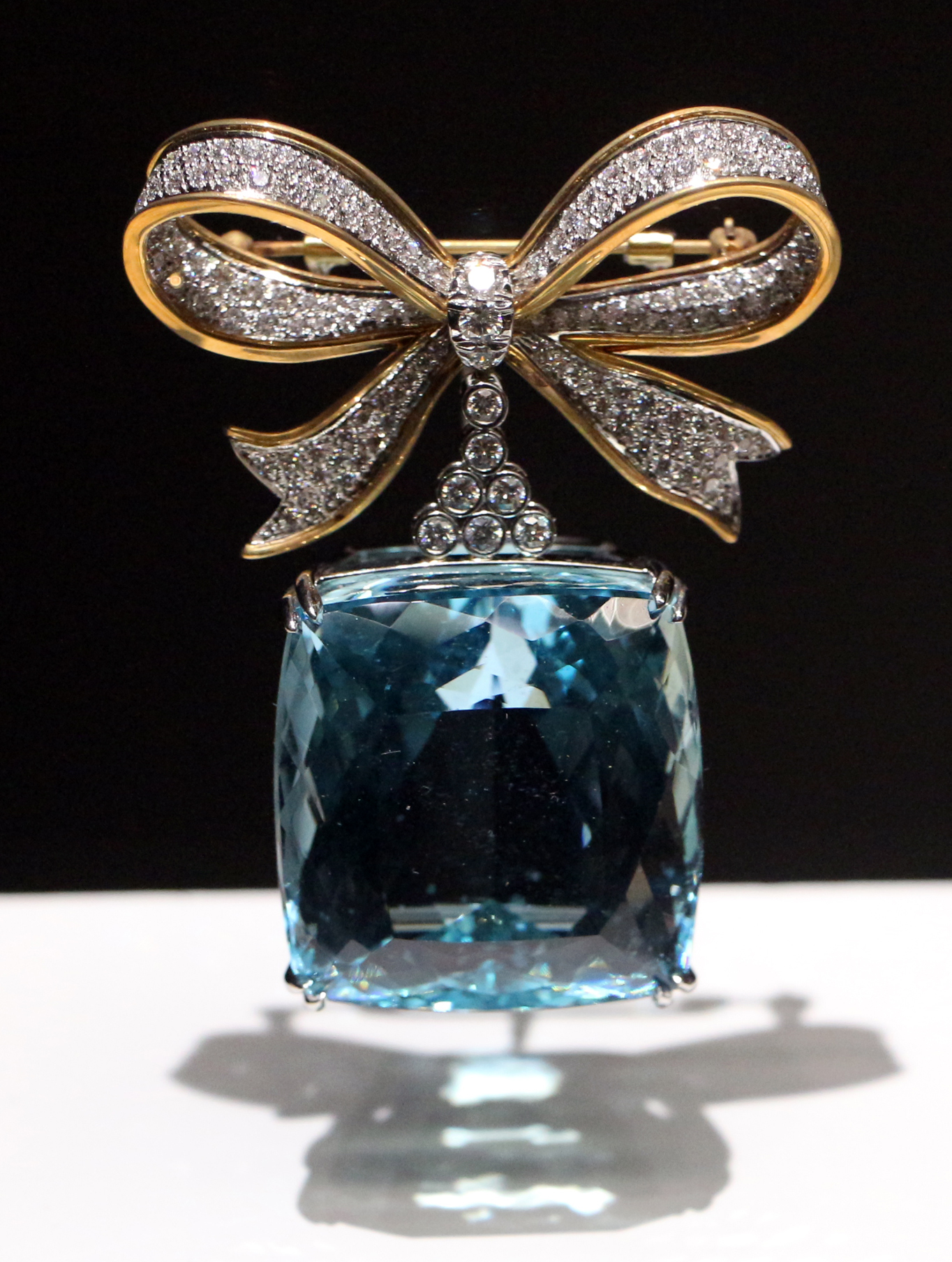
Брошь-бантик с аквамарином 148,5 карат, бриллиантами, платиной и золотом